# Sarada darwini
Espèce
Sarada darwini est une espèce de sauriens de la famille des Agamidae.

## Répartition
Cette espèce est endémique d'Inde. Elle se rencontre au Karnataka et au Maharashtra en  entre 550 et 680 m d'altitude.

## Description
Les mâles mesurent de 52,9 à 63,4 mm de longueur standard et les femelles de 41,6 à 54,47 mm.

## Étymologie
Cette espèce est nommée en l'honneur de Charles Darwin.

## Publication originale
- Deepak, Giri, Asif, Dutta, Vyas, Zambre, Bhosale & Karanth, 2016 : Systematics and phylogeny of Sitana (Reptilia: Agamidae) of Peninsular India, with the description of one new genus and five new species. Contributions to Zoology, vol. 85, no 1, p. 67-111 (texte intégral).